# Robert Tournières
Robert Tournières, o Tournieres o Levrac-Tournières (Caen o Ifs, 17 giugno 1667 – Caen, 18 maggio 1752), è stato un pittore francese.

## Biografia

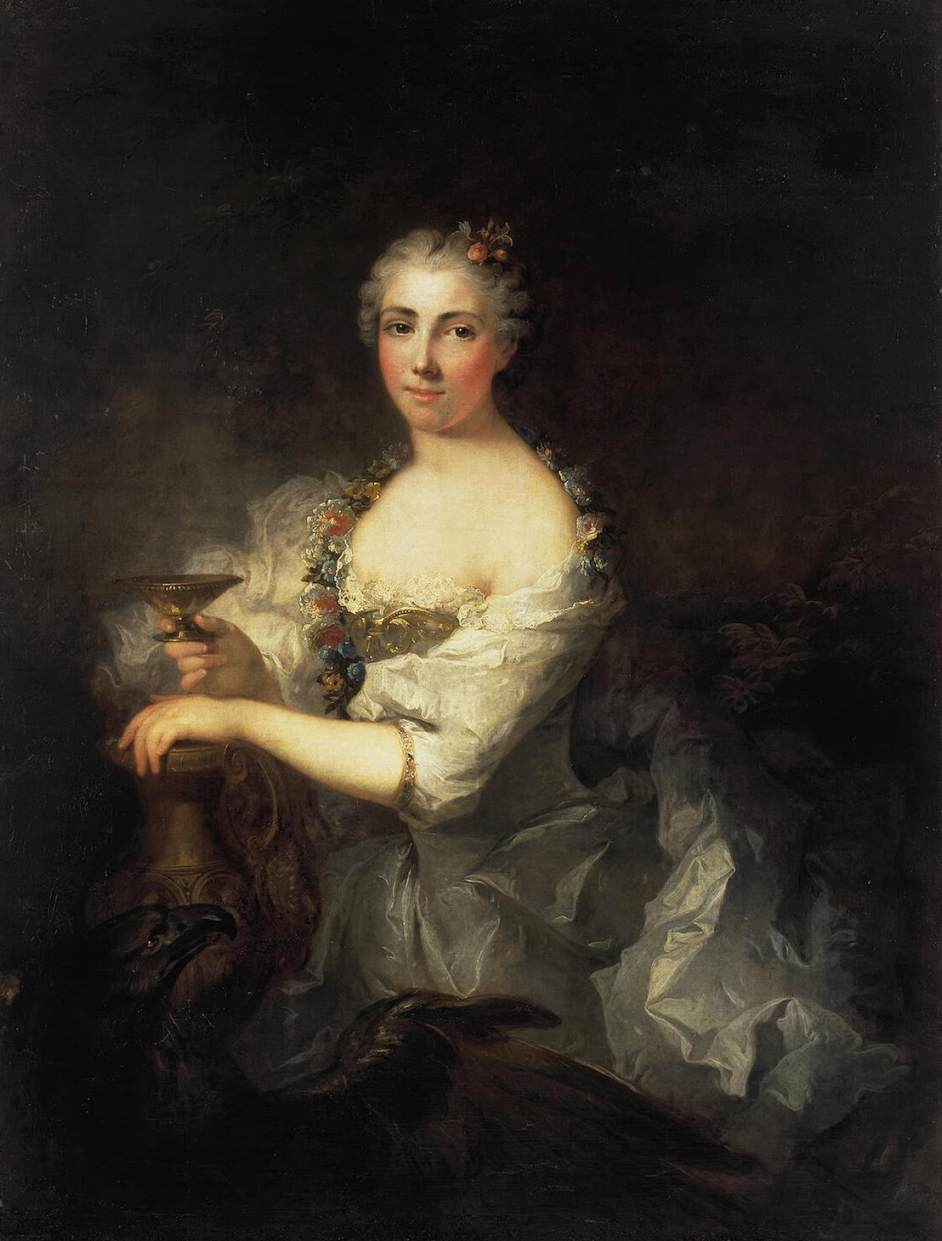
Ritratto di donna come Ebe

Formatosi alla scuola di Bon Boullogne e di Claude François, operò a partire dal 1687 nella sua città natale e a Parigi dal 1693 al 1749. Nel 1693 sposò la madre del pittore François Lemoyne. Durante l'apprendistato presso Bon Boullogne eseguì copie di opere di Rembrandt, dei Carracci e del Correggio. Lavorò, inoltre, come copista nello studio di Hyacinthe Rigaud. Nel 1701 fu accettato e nel 1702 divenne membro dell'Accademia reale di pittura e scultura in qualità di pittore ritrattista con l'opere Ritratto di P. Mosnier (Versailles) e ritratto di P.Corneille, e nel 1716 o 1717 in qualità di pittore di storia, con il piccolo dipinto Dibutade (E.N.S.B.A.), ispirato allo stile dei pittori olandesi. Insegnò anche presso l'Accademia e fu nominato pittore ordinario del re. Nel 1749 ritornò a Caen, dove morì nel 1752.
Quest'artista dipinse soprattutto soggetti di genere, mitologici e ritratti, sia allegorici con fiori, che di famiglia o individuali. Le sue opere rivelano l'influenza di Gabriel Metsu, Gerrit Dou, Godfried Schalcken, Rembrandt e, dal 1704, dei pittori della scuola di Leida. Inoltre Tourniéres ebbe modo di studiare i dipinti dei pittori olandesi del secolo d'oro mentre era al servizio del Duca d'Orléans.
Furono suoi allievi Pierre Nicolas Huilliot e François Jouvenet. Il suo stile influenzò Pierre Louis Dumesnil II.

## Alcune opere
- Ritratto di Louis Phélypeaux, conte di Pontchartrain, olio su tela, 137 × 107 cm, Reggia di Versailles, Versailles[5]
- Ritratto di Jean-Baptiste Colbert, olio su tela, 175 × 89 cm, Reggia di Versailles, Versailles, in collaborazione con François de Troy[6]
- Ritratto della famiglia Maupertuis, olio su tavola, 71,4 × 53,5 cm, 1715, Musée des beaux-arts, Nantes, firmato e datato in basso a destra R. Tournières, 1715[7]
- Ritratto di Ferdinand Adolf von Plettenberg e la sua famiglia, olio su tela, 92 × 74 cm, 1727, Museo di belle arti, Budapest[8]
- Ritratto di donna come Ebe, olio su tela, 115 × 89 cm, Museo dell'Ermitage, San Pietroburgo
- La marchesa di Becdelièvre, 1710 circa[9]
- Concerto, olio su tela, 1690 circa[10]